# Sint-Laureins
Sint-Laureins é um município belga localizado na província flamenga de Flandres Oriental. O município é constituído pelas vilas de Sint-Jan-in-Eremo, Sint-Laureins, Sint-Margriete, Waterland-Oudeman e Watervliet. Em 1 de Janeiro de 2011, o município tinha uma população de 6.535 habitantes, uma área total de 74,50 km² a que correspondia uma densidade populacional de 88 habitantes per km².
A igreja de Nossa Senhora em Watervliet, edificada no século XVI, é conhecida como a "Catedral do Norte"

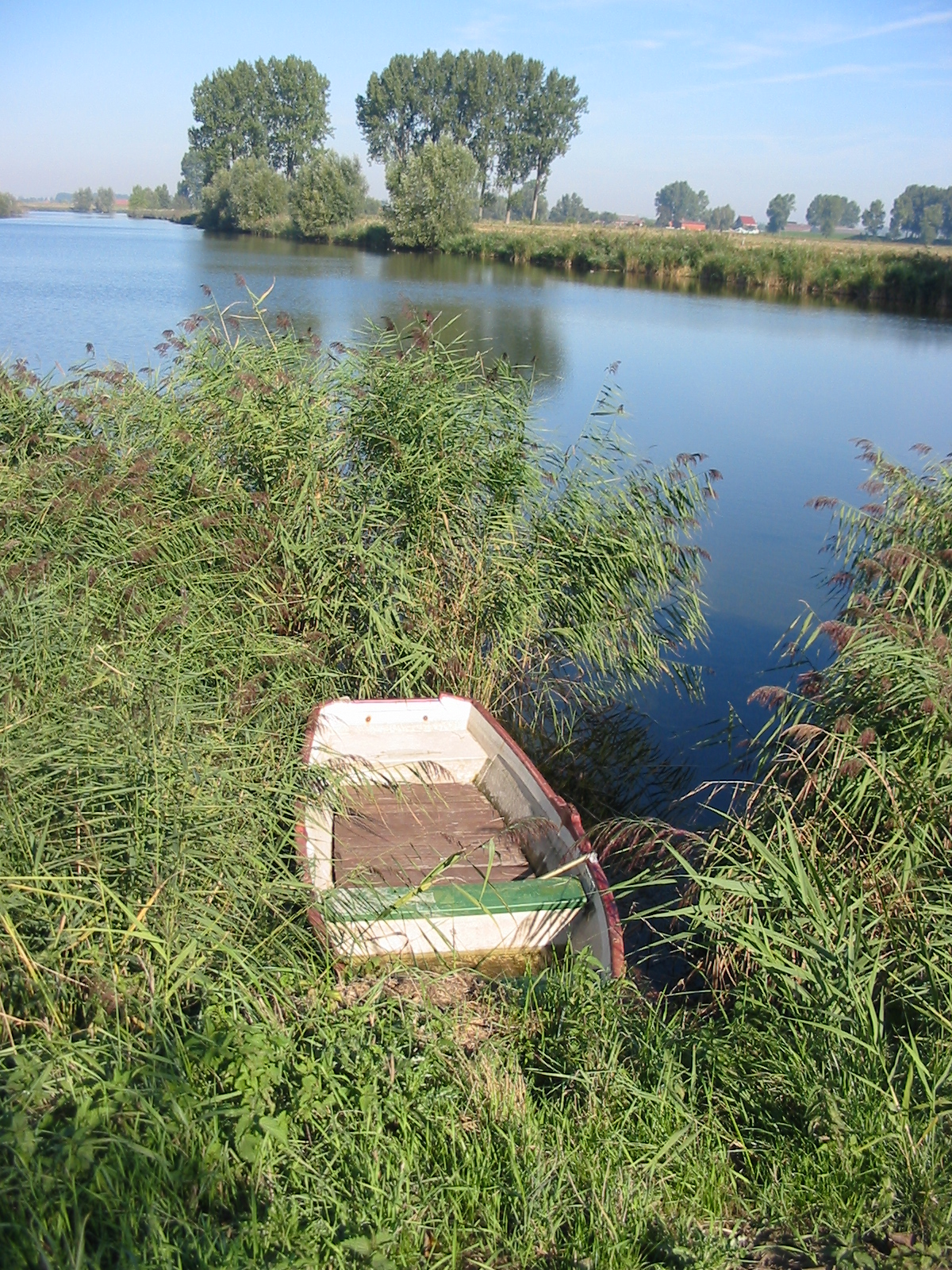
O Boerekreek é um dos vários lagos que banham o município de Sint-Laureins

## Divisão administrativa
O município confina com as seguintes localidades:
- a. Boekhoute (Assenede)
- b. Bassevelde (Assenede)
- c. Kaprijke
- d. Eeklo
- e. Adegem (Maldegem)
- f. Maldegem

## Mapa

Mapa de Sint-Laureins e vilas vizinhas. As zonas amareladas são urbanas.

### Tabela
| #   | Nome              | Área  | População (2006) |
| --- | ----------------- | ----- | ---------------- |
| I   | Sint-Laureins     | 21,34 | 2835             |
| II  | Sint-Margriete    | 10,49 | 657              |
| III | Sint-Jan-in-Eremo | 12,60 | 1018             |
| IV  | Waterland-Oudeman | 9,01  | 430              |
| V   | Watervliet        | 21,08 | 1642             |

## Evolução demográfica
Fonte:NIS